# Riverton (Kansas)
Pour les articles homonymes, voir Riverton.
Riverton est une census-designated place du comté de Cherokee au Kansas.
C'est une des trois seules villes du Kansas traversées par la Route 66.
Le bureau de poste a été établi en 1919. La population est de 929 habitants en 2010.
Riverton est situé sur l'ancienne U.S. Route 66.